# Praise Ofoku
Praise Ofoku, née le 15 juin 2003, est une athlète nigériane.

## Carrière
Praise Ofoku est médaillée de bronze du 100 mètres des Championnats d'Afrique cadets d'athlétisme 2019 à Abidjan.
Elle est ensuite médaillée de bronze du relais 4 × 100 mètres des Championnats du monde juniors d'athlétisme 2021 à Nairobi et médaillée d'or du relais 4 × 100 mètres des Championnats d'Afrique d'athlétisme 2022 à Saint-Pierre.